# 金牛座80
金牛座80，又名BD+15 636，HD 28485、SAO 93970、HR 1422，是金牛座的一颗恒星，视星等为5.58，位于銀經180.78，銀緯-21.88，其B1900.0坐标为赤經4h 24m 26.4s，赤緯+15° -21.88′ 11″。